# Moana Moo-Caille
Pour les articles homonymes, voir Moana.
Moana Moo-Caille, né le 13 août 1988 au Port (La Réunion), est un coureur cycliste français, spécialiste du Bicycle motocross (BMX). Il est qualifié pour les compétitions de BMX masculin aux Jeux olympiques d'été de 2012.

## Biographie
Moana Moo-Caille a commencé en 1993 le BMX au club du Port à La Réunion. Il déménage en Métropole et rejoint le club de Frontignan en 1995 et commence à obtenir des résultats. En 2005, il intègre le pôle France alors basé à Aix-en-Provence après des victoires en Cadet.
En 2008, il est revenu à la compétition (vice champion d'Europe) après de graves blessures lors de la manche de coupe du monde en début de saison.

## Palmarès en BMX

### Jeux olympiques
- Londres 2012
  - Éliminé en quart de finale du BMX

### Championnats du monde
- São Paulo 2006
  -  Champion du monde de BMX juniors
- Copenhague 2011
  - 8e du BMX
- Birmingham 2012
  -  Médaillé de bronze du BMX

### Coupe du monde
- 2008 : 32e du classement général
- 2011 : 43e du classement général
- 2012 : 33e du classement général

### Championnats de France
- 2006
  -  Champion de France de BMX juniors
  -  Champion de France de BMX cruiser juniors
- 2011
  - 3e du BMX